# Drudge Report
Drudge Report , транскрипция «Драдж репорт» (в переводе с англ. — «доклад Драджа») — американский новостной агрегатор консервативной направленности. Известен в первую очередь тем, что пролил свет на историю взаимоотношений Билла Клинтона и Моники Левински, о которых пытался умолчать журнал Newsweek. Несмотря на устаревший дизайн, основанный на единственной заглавной странице с гиперссылками на новости, он остаётся одним из самых популярных интернет-СМИ США и ведущим изданием правого крыла.

## Структура сайта и концепция
Drudge Report распространяет ссылки на новости на других сайтах. Редакция агрегатора только придумывает для них собственные заголовки. Свои тексты появляются редко, но каждый раз это становится большой сенсацией. Обычно их пишет владелец издания, и они состоят всего из нескольких абзацев. Новости свёрстаны в три колонки. Главная история дня стоит над ними и снабжена фотографией. Заголовки публикуются черным шрифтом, но срочные сообщения часто подсвечиваются красным. Издание иногда публикует ранние экзит-поллы с выборов, а также замеры телевизионной, радио- и книжной аудиторий. Drudge Report даёт много трафика сайтам, чьи новости он репостит. Часто журналисты сами посылают свои публикации в издание, чтобы попасть в его подборку. По замерам в июле 2017 года Drudge Report имел 17,8 млн уникальных посетителей в месяц, которые делали 138,6 млн посещений и 751,8 млн просмотров. В сентябре 2019 согласно статистике similarweb.com он был 258-м сайтом по посещаемости в мире c 93 млн посещений за месяц.
Коллектив сайта небольшой. В работе Драджу помогал сначала Джо Керл, которой пришел в коллектив в 2011 году. До этого он работал в пуле Белого дома для издания Washington Times и был руководителем вашингтонского бюро New York Post. Он покинул коллектив в 2014 году и запустил новостной агрегатор Right Read. В 2017 в команду Drudge Report пришел другой опытный корреспондент — Даниэль Хелпер, который также руководил столичным бюро нью-йоркской газеты, а до этого работал интернет редактором консервативного журнала The Weekly Standard. Он также является автором книги «Clinton Inc»(в переводе с англ. — «Корпорация Клинтон»).
Сайт активно распространяет новости российских информационных агентств ТАСС, Russia today и Sputnik.

## Бизнес показатели
По оценкам специалистов реклама на ресурсе может приносить от $9 до 12 млн ежегодно. В 2019 сайт сменил своего давнего партнера по распространению рекламы, с которым работал 20 лет — вместо Intermarkets пришла компания Granite Cubed. Она также работает с другим ультраправым сайтом Breitbart News.

## Биография Мэтта Драджа
Мэтт Драдж — один из самых загадочных людей в американских медиа. Он редко появляется на людях и много путешествует. Несмотря на это, он обладает большим влиянием на новостную повестку — в особенности на республиканскую. В течение предвыборной кампании Трампа в 2016 году он активно поддерживал будущего президента.
Мэтт Драдж родился в 1966 году в городе Такома Парк, штат Мэриленд. После окончания школы он работал в магазине подарков телеканала CBS. В 1994 году отец купил ему компьютер и Драдж стал распространять через почту электронный бюллетень об индустрии развлечений, состоявший из слухов, собранных на студии. В 1995 он запустил сайт Drudge Report, а спустя еще год уволился с работы и посвятил себя освещению политики. Первым его ассистентом был Эндрю Брайтбарт — будущий создатель одноименного сайта. В следующем году он сделал сенсацию, первым сообщив о решении сенатора Боба Доула стать вице-президентом. В 1997 Драдж опубликовал историю домогательств Билла Клинтона к Кетлин Уилли. В том же году Мэтт получил иск на сумму $30 млн от сотрудника Белого дома Сидни Блюменталя за ложную информацию о применении им домашнего насилия. Считается, что эта новость была первой в истории «фэйк ньюз». В 1998 Драдж опубликовал историю Клинтона и Левински. После этого ежедневная аудитория сайта выросла в 10 раз. Драдж вел программу на канале Fox News Channel и радио программу на АВС. Он перестал появляться на телевидении, обвинив его в цензуре в 1999 году. Драджу не дали повиться на эфире с плодом ребенка, который он хотел использовать для иллюстрации своих соображений о запрете абортов. В следующем году он перестал появляться на радио. В 2001 году вышел его бестселлер The Drudge Manifesto(в переводе с англ. — «манифест Драджа») и Мэтт выступать на радио WABC, с которым работал до 2007 года. В 2009 году в офисе прокурора США В Массачусетсе было запрещено посещение сайта сотрудниками из-за вредоносного ПО, которое распространялось через рекламу на сайте. Правда, похожие обвинения были выдвинуты компанией AVAST и против других интернет площадок.

## Знаменитые материалы Drudge Report

### Клинтон-Левински
17 января 1998 года в издании появилась собственная новостная заметка. В ней говорилось о сексуальном скандале с участием тогдашнего президента США и стажеркой Белого дома. Она начиналась с выпада в адрес журнала Newsweek, который не дал ход этой истории. Корреспондент Майкл Исикофф раскопал подробности истории, но руководство остановило выход публикации. Начиная с 21-летнего возраста молодая сотрудница Белого дома состояла в интимной связи с президентом в одном из кабинетов правительственного здания. Белый дом не ответил оперативно на вопросы издания. Новость стала своего рода информационной бомбой того времени.

### Предвыборная кампания 2016 в США
Во время предвыборной кампании 2016 года фотографы запечатлели кандидата в президенты Хиллари Клинтон, которая поднималась по лестнице, опираясь на своих охранников. Фотография попала в издание American Mirror, а оттуда в Drudge Report. Она сопровождалась заголовком «Хиллари покоряет лестницу». После этого фотографию 20 000 раз перепостили в Facebook.
За 5 недель до выборов — 3 октября 2016 года лондонская бульварная газета Daily Mail опубликовала давнюю историю о внебрачном сыне Билла Клинтона и темнокожей проститутки. Drudge Report перепостили эту историю со ссылкой на статью, социальные сети Дэнни Уильямса — предполагаемого ребенка бывшего президента — и выложил видео известного конспиролога, владельца сайта InfoWars Алекса Джонса. Тест ДНК показал, что Клинтон не был его отцом, о чем журнал Time написал в 1999 году.

### Службапринца Гаррив Афганистане
28 февраля 2008 года Drudge Report опубликовал заметку, в которой рассказывалось о службе принца в Афганистане. Этот факт скрывался от общественности, чтобы обезопасить его и сослуживцев от целенаправленной атаки террористов. После публикации служба была преждевременно прервана.

### Стрельба вЛаг-Вегасе
В 2017 году в Лас-Вегасе произошла трагедия — одинокий стрелок Стивен Пэддок открыл огонь по толпе, убив несколько человек и ранив сотни. Расследование показало, что он действовал в одиночку, но Алекс Джонс выступил с серией публикаций, в которых утверждал, что стрелков было несколько. Drudge Report репостил его статьи, распространяя ложную теория.

### Скандал с корреспондентом CNN и пресс-конференцией вБагдаде
1 апреля 2007 года Мэтт Драдж процитировал неназванный официальный источник и сообщил, что репортер CNN Майкл Уэр «перебивал» и подшучивал над сенаторами республиканцами Маккейном и Грэмом во время их выступления перед прессой в столице Ирака. Позднее появилось видео, которое опровергало сказанное. На нем было видно, что корреспондент сидел тихо на пресс-конференции.

### Фиктивное нападение наЭшли Тодд
23 октября 2008 года Драдж опубликовал непроверенную информацию о двадцатилетней волонтерке Джона Маккейна, которую якобы атаковал темнокожий из-за стикера кандидата в городе Питсбург. Историю подхватили американские и мировые СМИ. Позднее выяснилось, что инициатором истории был директор по связям с общественностью пенсильванского штаба кандидата. Драдж опубликовал опровержение истории и дал ссылки на информацию об этом. Также он сообщил, что фиктивная жертва — Эшли Тод — уже имитировала подобную ситуацию, работая в штабе Рона Пола.

### «Поддельное» гражданствоОбамы
Драдж Репорт распространял теорию о якобы фиктивном американском гражданстве президента США.